# René Gerth
René Gerth (* 22. Juni 1972) ist ein ehemaliger deutscher Biathlet.
René Gerth hatte seinen ersten großen internationalen Erfolg als Dritter der Gesamtwertung des Europacups 1991. In der Saison 2000 in Zakopane trat er erstmals bei den Europameisterschaften an, konnte aber mit einem 34. Platz im Sprint und als 38. in der Verfolgung nicht überzeugen. In der folgenden Saison gewann er im Europacup das Sprintrennen in Ridnaun vor Michael Greis und Andreas Stitzl. Daraufhin wurde er beim Saisonauftakt des Weltcups 2001 in Hochfilzen erstmals im Weltcup eingesetzt und wurde 61. im Sprint. Dies blieb sein einziger Weltcupstart, danach bestritt er nur noch Rennen auf europäischer Ebene, so bei den Europameisterschaften 2002 im finnischen Kontiolahti, bei denen er 27. im Einzelrennen wurde. Nach dieser Saison trat Gerth international nicht mehr an.
Gerth wohnt heute in Dippoldiswalde und arbeitet als Skilehrer (nordisch) in der Skischule des früheren Weltcupgesamtsiegers André Sehmisch.

## Weblink
- René Gerth in der Datenbank der IBU (englisch)

| Personendaten    | Personendaten      |
| ---------------- | ------------------ |
| NAME             | Gerth, René        |
| KURZBESCHREIBUNG | deutscher Biathlet |
| GEBURTSDATUM     | 22. Juni 1972      |